# لورنزو كاليجاري
لورنزو كاليجاري (بالفرنسية: Lorenzo Callegari)‏ (27 فبراير 1998 بميدون في فرنسا - ) هو لاعب كرة قدم فرنسي في مركز الوسط. شارك مع منتخب فرنسا تحت 17 سنة لكرة القدم. أما مع النوادي، فقد لعب مع باريس سان جيرمان.

## وصلات خارجية
- لورنزو كاليجاري على موقع إي إس بي إن إف سي (الإنجليزية)
- لورنزو كاليجاري على موقع قاعدة بيانات كرة القدم.إي يو (الإنجليزية)
- لورنزو كاليجاري على موقع ليكيب (الفرنسية)
- لورنزو كاليجاري على موقع Soccerbase.com (لاعب) (الإنجليزية)
- لورنزو كاليجاري على موقع Soccerway.com (الإنجليزية)
- لورنزو كاليجاري على موقع عالم كرة القدم.نت (الإنجليزية)
- لورنزو كاليجاري على موقع AS.com (الإسبانية)